# Gnamptogenys taivanensis
Gnamptogenys taivanensis är en myrart som beskrevs av Wheeler 1929. Gnamptogenys taivanensis ingår i släktet Gnamptogenys och familjen myror. Inga underarter finns listade i Catalogue of Life.